# Xavi Simons
Xavi Quentin Shay Simons (Amsterdam, 21 aprile 2003) è un calciatore olandese, centrocampista o ala del Lipsia e della nazionale olandese.
Calcisticamente cresciuto nel settore giovanile del Barcellona, nel 2020 ha esordito tra i professionisti con la maglia del Paris Saint-Germain. Dopo una breve parentesi tra le fila del PSV Eindhoven, nel 2023 è stato acquistato dal Lipsia. 
Con la nazionale olandese, di cui fa parte dal 2022, ha partecipato ad un'edizione del campionato mondiale e una del campionato europeo.

## Biografia
È il figlio di Regillio Simons, ex calciatore olandese di origini surinamesi; oltre all'olandese, parla fluentemente lo spagnolo, l'inglese e il francese.
Da sempre famoso sui social network, all'età di soli tredici anni ha stipulato un accordo di sponsorizzazione con la Nike.

## Caratteristiche tecniche
È un centrocampista dalle spiccate doti offensive, che può essere impiegato anche come trequartista o ala; dotato di un ottimo dribbling e di una buona velocità con la palla al piede, è avvezzo sia a segnare che a fornire assist.
Nel 2020 è stato inserito nella lista dei migliori giovani calciatori del mondo. Nel 2023 è stato inserito tra i candidati al premio Golden Boy, assegnato da Tuttosport, poi vinto da Jude Bellingham del Real Madrid.

## Carriera

### Club

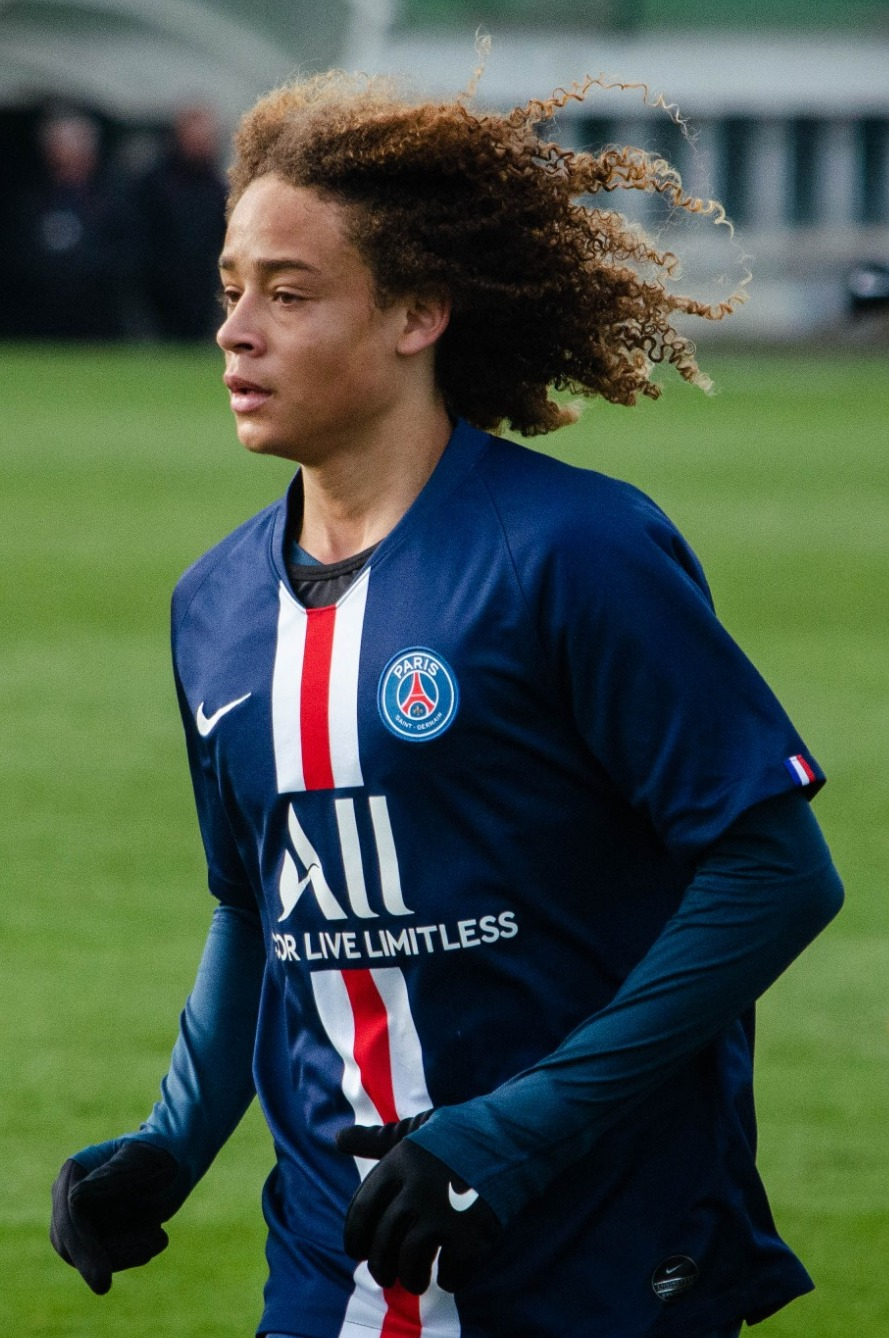
Simons con la maglia del Paris Saint-Germain nel 2020

Dopo aver mosso i primi passi da calciatore nei Paesi Bassi, nel 2010 viene prelevato dal Barcellona, che lo aggrega alla propria cantera. Con gli spagnoli effettua tutta la trafila delle giovanili, non riuscendo però ad esordire come professionista. Durante il periodo catalano, Chelsea e Real Madrid hanno provato più volte ad acquistarlo.
Il 23 luglio 2019 passa a titolo gratuito al Paris Saint-Germain, firmando un contratto valido fino al 30 giugno 2022. Dopo due anni di giovanili, il 10 febbraio 2021 esordisce in prima squadra giocando l'incontro di Coppa di Francia vinto contro il Caen. Il 10 aprile successivo esordisce anche in campionato, in occasione della vittoriosa trasferta conquistata sul campo dello Strasburgo (1-4). Queste saranno le uniche presenze fino al termine della stagione, conclusasi con la vittoria della Coppa nazionale.

Confermato in prima squadra per la stagione 2021-2022, il 19 dicembre 2021 gioca il suo primo incontro da titolare per il club sempre in Coppa di Francia, questa volta però contro il Feignies Aulnoye. La prima titolarità in Ligue 1 avviene invece l'11 febbraio 2022, contro il Rennes (1-0), dove contribuisce fino al 66º minuto alla vittoria della partita. Durante il corso dell'annata, soprattutto per scelte tecniche, alterna presenze con la formazione giovanile del club; al termine della stessa, infatti, colleziona solo nove presenze tra i professionisti, condite però dalla vittoria del campionato.

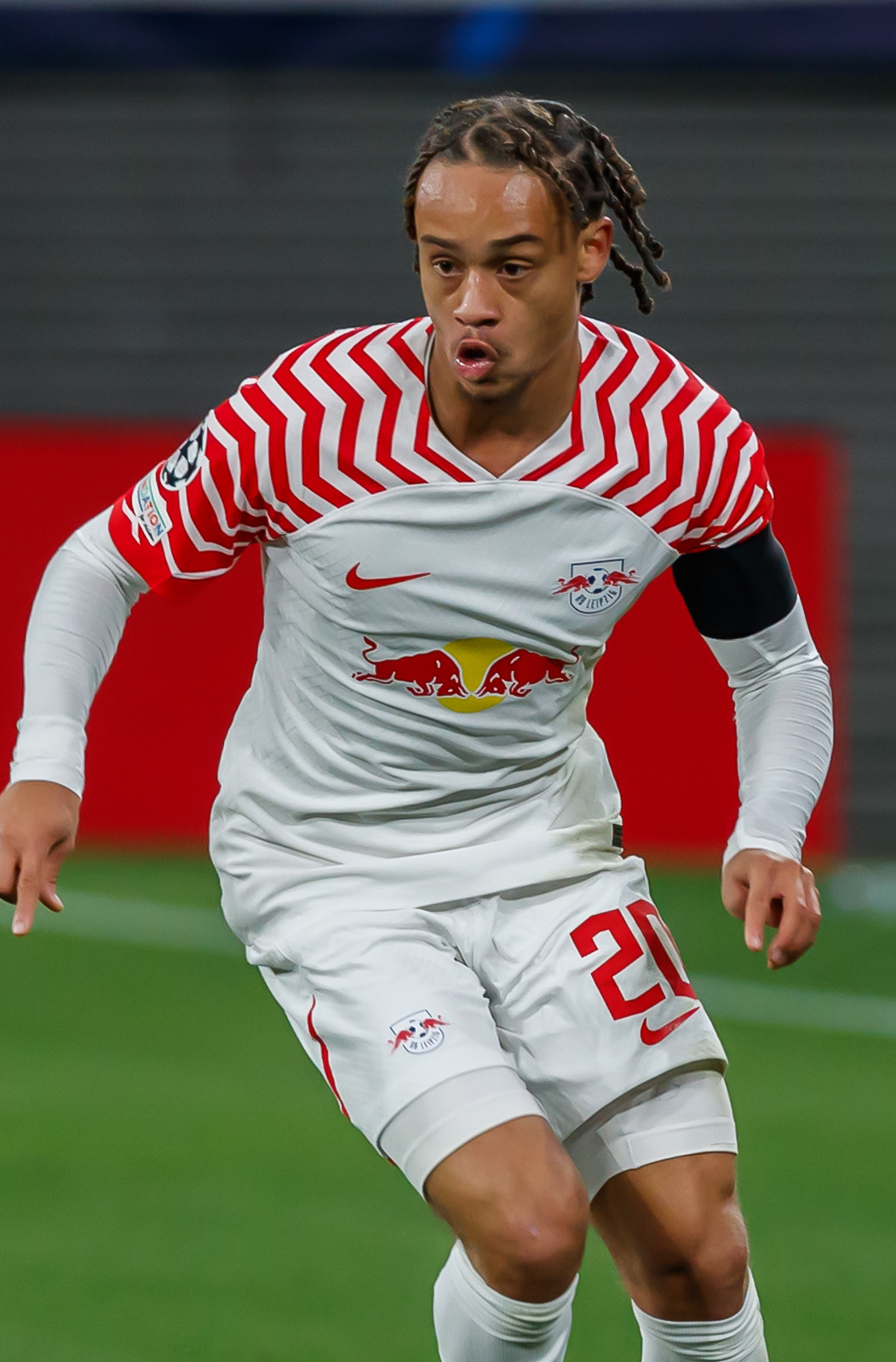
Simons con la maglia del Lipsia nel 2023

Dopo il mancato rinnovo con il club parigino, il 28 giugno 2022 viene ingaggiato a parametro zero dagli olandesi del PSV, con cui firma un contratto quinquennale. Ai francesi viene comunque riservata una clausola di riacquisto pari a 6 milioni di euro, valevole a luglio 2023. Il 30 luglio seguente esordisce nel corso del match di Supercoppa olandese vinto per 5-3 ai danni dell'Ajax; in tale occasione, realizza anche il suo primo gol in carriera. Il 6 agosto debutta invece in Eredivisie, contribuendo con un assist al 4-1 finale contro il neopromosso Emmen. La settimana seguente è autore della sua prima doppietta come professionista, siglata nell'incontro di campionato vinto per 2-5 sul campo del Go Ahead Eagles; tale prestazione viene ripetuta anche nelle due partite successive, grazie ai due gol marcati prima contro l'Excelsior e poi contro il Volendam. Il 6 ottobre segna il suo primo gol in una competizione europea, in occasione dell'incontro di UEFA Europa League vinto 5-1 contro lo Zurigo. Il 28 maggio 2023 vince il suo secondo trofeo, la Coppa d'Olanda, sempre contro l'Ajax. Pedina importante per l'ex allenatore Ruud van Nistelrooij, a fine stagione si laurea capocannoniere del campionato con 19 reti (22 totali, compresi 12 assist), a pari merito con Tasos Douvikas.
Il 19 luglio 2023 torna al Paris Saint-Germain, sottoscrivendo un contratto fino al 2027; contestualmente, viene girato in prestito annuale ai tedeschi del RB Lipsia, in Bundesliga. Il 12 agosto seguente, debutta con la nuova maglia in occasione del match di Supercoppa vinto 3-0 contro il Bayern Monaco. Il 25 agosto, invece, segna il suo primo gol in campionato, contribuendo con anche due assist alla vittoria per 5-1 sullo Stoccarda. Conclude la stagione con 10 gol e 15 assist in 43 presenze totali.
Il 5 agosto 2024 il prestito viene rinnovato per un'ulteriore stagione, ma il 30 gennaio 2025 il calciatore viene acquistato dai tedeschi a titolo definitivo; contestualmente viene comunicata la sottoscrizione di un contratto valido fino al 30 giugno 2027.

### Nazionale
Dopo aver rappresentato tutte le formazioni giovanili olandesi (dall'Under-15 all'Under-21), nel novembre del 2022 viene inserito dal CT Louis van Gaal nella rosa partecipante al Campionato mondiale in Qatar. Esordisce con la nazionale maggiore il 3 dicembre seguente, in occasione degli ottavi di finale della manifestazione vinti contro gli Stati Uniti per 3-1. Durante il campionato mondiale in Qatar scende in campo in una sola occasione.
Nel giugno 2024 viene inserito tra i convocati per gli europei in Germania. Il 10 del mese stesso realizza la sua prima rete per la massima selezione olandese nell'amichevole pre-manifestazione vinta 4-0 contro l'Islanda. Scende in campo in tutte e sei le partite disputate dagli olandesi che sono stati eliminati in semifinale dall'Inghilterra per 2-1, con gli inglesi che hanno ribaltato il vantaggio iniziale dei Paesi Bassi realizzato proprio da Simons.

## Statistiche

### Presenze e reti nei club
Statistiche aggiornate al 17 maggio 2025.
| Stagione                   | Squadra                    | Campionato                 | Campionato | Campionato | Coppe nazionali | Coppe nazionali | Coppe nazionali | Coppe continentali | Coppe continentali | Coppe continentali | Altre coppe | Altre coppe | Altre coppe | Totale | Totale |
| Stagione                   | Squadra                    | Comp                       | Pres       | Reti       | Comp            | Pres            | Reti            | Comp               | Pres               | Reti               | Comp        | Pres        | Reti        | Pres   | Reti   |
| -------------------------- | -------------------------- | -------------------------- | ---------- | ---------- | --------------- | --------------- | --------------- | ------------------ | ------------------ | ------------------ | ----------- | ----------- | ----------- | ------ | ------ |
| 2020-2021                  | Paris Saint-Germain        | L1                         | 2          | 0          | CF              | 1               | 0               | UCL                | 0                  | 0                  | SF          | 0           | 0           | 3      | 0      |
| 2021-2022                  | Paris Saint-Germain        | L1                         | 5          | 0          | CF              | 3               | 0               | UCL                | 0                  | 0                  | SF          | 0           | 0           | 8      | 0      |
| Totale Paris Saint-Germain | Totale Paris Saint-Germain | Totale Paris Saint-Germain | 7          | 0          |                 | 4               | 0               |                    | 0                  | 0                  |             | 0           | 0           | 11     | 0      |
| 2022-2023                  | PSV Eindhoven              | ED                         | 34         | 19         | CO              | 4               | 1               | UCL+UEL            | 2+7                | 0+1                | SO          | 1           | 1           | 48     | 22     |
| 2023-2024                  | Lipsia                     | BL                         | 32         | 8          | CG              | 2               | 0               | UCL                | 8                  | 2                  | SG          | 1           | 0           | 43     | 10     |
| 2024-2025                  | Lipsia                     | BL                         | 25         | 10         | CG              | 3               | 1               | UCL                | 5                  | 0                  | -           | -           | -           | 33     | 11     |
| Totale Lipsia              | Totale Lipsia              | Totale Lipsia              | 57         | 18         |                 | 5               | 1               |                    | 13                 | 2                  |             | 1           | 0           | 76     | 21     |
| Totale carriera            | Totale carriera            | Totale carriera            | 98         | 37         |                 | 13              | 2               |                    | 22                 | 3                  |             | 2           | 1           | 135    | 43     |

### Presenze e reti in nazionale
| Cronologia completa delle presenze e delle reti in nazionale ― Paesi Bassi | Cronologia completa delle presenze e delle reti in nazionale ― Paesi Bassi | Cronologia completa delle presenze e delle reti in nazionale ― Paesi Bassi | Cronologia completa delle presenze e delle reti in nazionale ― Paesi Bassi | Cronologia completa delle presenze e delle reti in nazionale ― Paesi Bassi | Cronologia completa delle presenze e delle reti in nazionale ― Paesi Bassi | Cronologia completa delle presenze e delle reti in nazionale ― Paesi Bassi | Cronologia completa delle presenze e delle reti in nazionale ― Paesi Bassi |
| Data                                                                       | Città                                                                      | In casa                                                                    | Risultato                                                                  | Ospiti                                                                     | Competizione                                                               | Reti                                                                       | Note                                                                       |
| -------------------------------------------------------------------------- | -------------------------------------------------------------------------- | -------------------------------------------------------------------------- | -------------------------------------------------------------------------- | -------------------------------------------------------------------------- | -------------------------------------------------------------------------- | -------------------------------------------------------------------------- | -------------------------------------------------------------------------- |
| 3-12-2022                                                                  | Al Rayyan                                                                  | Paesi Bassi                                                                | 3 – 1                                                                      | Stati Uniti                                                                | Mondiali 2022 - Ottavi di finale                                           | -                                                                          | 83’                                                                        |
| 24-3-2023                                                                  | Saint-Denis                                                                | Francia                                                                    | 4 – 0                                                                      | Paesi Bassi                                                                | Qual. Euro 2024                                                            | -                                                                          | 68’                                                                        |
| 27-3-2023                                                                  | Rotterdam                                                                  | Paesi Bassi                                                                | 3 – 0                                                                      | Gibilterra                                                                 | Qual. Euro 2024                                                            | -                                                                          |                                                                            |
| 14-6-2023                                                                  | Rotterdam                                                                  | Paesi Bassi                                                                | 2 – 4 dts                                                                  | Croazia                                                                    | UEFA Nations League 2022-2023 - Semifinale                                 | -                                                                          | 64’                                                                        |
| 18-6-2023                                                                  | Enschede                                                                   | Paesi Bassi                                                                | 2 – 3                                                                      | Italia                                                                     | UEFA Nations League 2022-2023 - Finale 3º posto                            | -                                                                          | 63’                                                                        |
| 7-9-2023                                                                   | Eindhoven                                                                  | Paesi Bassi                                                                | 3 – 0                                                                      | Grecia                                                                     | Qual. Euro 2024                                                            | -                                                                          |                                                                            |
| 10-9-2023                                                                  | Dublino                                                                    | Irlanda                                                                    | 1 – 2                                                                      | Paesi Bassi                                                                | Qual. Euro 2024                                                            | -                                                                          | 90’                                                                        |
| 13-10-2023                                                                 | Eindhoven                                                                  | Paesi Bassi                                                                | 1 – 2                                                                      | Francia                                                                    | Qual. Euro 2024                                                            | -                                                                          | 80’                                                                        |
| 16-10-2023                                                                 | Atene                                                                      | Grecia                                                                     | 0 – 1                                                                      | Paesi Bassi                                                                | Qual. Euro 2024                                                            | -                                                                          | 51’ 62’                                                                    |
| 18-11-2023                                                                 | Amsterdam                                                                  | Paesi Bassi                                                                | 1 – 0                                                                      | Irlanda                                                                    | Qual. Euro 2024                                                            | -                                                                          | 80’                                                                        |
| 21-11-2023                                                                 | Faro                                                                       | Gibilterra                                                                 | 0 – 6                                                                      | Paesi Bassi                                                                | Qual. Euro 2024                                                            | -                                                                          | 63’                                                                        |
| 22-3-2024                                                                  | Amsterdam                                                                  | Paesi Bassi                                                                | 4 – 0                                                                      | Scozia                                                                     | Amichevole                                                                 | -                                                                          | 77’                                                                        |
| 26-3-2024                                                                  | Francoforte sul Meno                                                       | Germania                                                                   | 2 – 1                                                                      | Paesi Bassi                                                                | Amichevole                                                                 | -                                                                          | 89’                                                                        |
| 10-6-2024                                                                  | Rotterdam                                                                  | Paesi Bassi                                                                | 4 – 0                                                                      | Islanda                                                                    | Amichevole                                                                 | 1                                                                          | 76’                                                                        |
| 16-6-2024                                                                  | Amburgo                                                                    | Polonia                                                                    | 1 – 2                                                                      | Paesi Bassi                                                                | Euro 2024 - 1º turno                                                       | -                                                                          | 62’                                                                        |
| 21-6-2024                                                                  | Lipsia                                                                     | Paesi Bassi                                                                | 0 – 0                                                                      | Francia                                                                    | Euro 2024 - 1º turno                                                       | -                                                                          | 73’                                                                        |
| 25-6-2024                                                                  | Berlino                                                                    | Paesi Bassi                                                                | 2 – 3                                                                      | Austria                                                                    | Euro 2024 - 1º turno                                                       | -                                                                          | 35’                                                                        |
| 2-7-2024                                                                   | Monaco di Baviera                                                          | Romania                                                                    | 0 – 3                                                                      | Paesi Bassi                                                                | Euro 2024 - Ottavi di finale                                               | -                                                                          |                                                                            |
| 6-7-2024                                                                   | Berlino                                                                    | Paesi Bassi                                                                | 2 – 1                                                                      | Turchia                                                                    | Euro 2024 - Quarti di finale                                               | -                                                                          | 30’ 87’                                                                    |
| 10-7-2024                                                                  | Dortmund                                                                   | Paesi Bassi                                                                | 1 – 2                                                                      | Inghilterra                                                                | Euro 2024 - Semifinale                                                     | 1                                                                          | 90+1’ 90+3’                                                                |
| 7-9-2024                                                                   | Eindhoven                                                                  | Paesi Bassi                                                                | 5 – 2                                                                      | Bosnia ed Erzegovina                                                       | UEFA Nations League 2024-2025 - 1º turno                                   | 1                                                                          |                                                                            |
| 10-9-2024                                                                  | Amsterdam                                                                  | Paesi Bassi                                                                | 2 – 2                                                                      | Germania                                                                   | UEFA Nations League 2024-2025 - 1º turno                                   | -                                                                          | 74’                                                                        |
| 11-10-2024                                                                 | Budapest                                                                   | Ungheria                                                                   | 1 – 1                                                                      | Paesi Bassi                                                                | UEFA Nations League 2024-2025 - 1º turno                                   | -                                                                          | 81’                                                                        |
| 14-10-2024                                                                 | Monaco di Baviera                                                          | Germania                                                                   | 1 – 0                                                                      | Paesi Bassi                                                                | UEFA Nations League 2024-2025 - 1º turno                                   | -                                                                          | 90+3’                                                                      |
| 20-3-2025                                                                  | Rotterdam                                                                  | Paesi Bassi                                                                | 2 – 2                                                                      | Spagna                                                                     | UEFA Nations League 2024-2025 - Quarti di finale                           | -                                                                          | 74’                                                                        |
| 23-3-2025                                                                  | Valencia                                                                   | Spagna                                                                     | 3 – 3 dts (5 – 4 dtr)                                                      | Paesi Bassi                                                                | UEFA Nations League 2024-2025 - Quarti di finale                           | 1                                                                          | 78’                                                                        |
| 7-6-2025                                                                   | Helsinki                                                                   | Finlandia                                                                  | 0 – 2                                                                      | Paesi Bassi                                                                | Qual. Mondiali 2026                                                        | -                                                                          | 85’                                                                        |
| 10-6-2025                                                                  | Groninga                                                                   | Paesi Bassi                                                                | 8 – 0                                                                      | Malta                                                                      | Qual. Mondiali 2026                                                        | 1                                                                          |                                                                            |
| Totale                                                                     |                                                                            | Presenze                                                                   | 28                                                                         |                                                                            | Reti                                                                       | 5                                                                          |                                                                            |

## Palmarès

### Club
- Supercoppa di Francia: 1

Paris Saint-Germain: 2020
- Coppa di Francia: 1

Paris Saint-Germain: 2020-2021
- Campionato di Francia: 1

Paris Saint-Germain: 2021-2022
- Supercoppa d'Olanda: 1

PSV Eindhoven: 2022
- Coppa d'Olanda: 1

PSV Eindhoven: 2022-2023
- Supercoppa di Germania: 1

Lipsia: 2023

### Individuale
- Capocannoniere del campionato d'Olanda: 1

PSV Eindhoven: 2022-2023 (19 reti)